# Alice Loses Out
Série Alice Comedies
Alice's Egg Plant
(1925) Alice Is Stage Struck
(1925)
Pour plus de détails, voir Fiche technique et Distribution.
Alice Loses Out est un court métrage d'animation américain muet de la série Alice Comedies sorti en 1925.

## Synopsis
Alice gère un hôtel en ville, elle est aidée dans cette tâche par le chat Julius, l'« homme à tout faire » de cet établissement. Un riche bourgeois, Mr. Ima Hogg, arrive alors avec sa limousine. Julius fait alors office de portier, garçon d'étage et même, pour satisfaire les clients, barbier et manucure…

## Fiche technique
- Titre original : Alice Loses Out
- Série : Alice Comedies
- Réalisation : Walt Disney
- Animation : Ub Iwerks, Rollin Hamilton, Thurston Harper
- Encrage et peinture : Lillian Bounds
- Photographie : Mike Marcus
- Montage  : Georges Winkler
- Production :  Walt Disney
- Société de production : Disney Brothers Studios
- Société de distribution : Margaret J. Winkler (1925) ; Syndicate Pictures (1930, version sonorisée)
- Pays :  États-Unis
- Format d'image : noir et blanc - 35 mm - 1,37:1 - muet
- Genre : animation et prises de vues réelles
- Durée : 6 min 47
- Dates de sortie : 
  - Version muette : 15 juin 1925
  - Version sonorisée : 1er mars 1930

Source : Walt in Wonderland

## Distribution
- Margie Gay : Alice

## Commentaires
Produit en avril 1925, le film a été livré le 20 avril 1925. 
Après une courte apparition d'Anne Shirley, c'est Margie Gay qui reprend le rôle d'Alice.